# バンダイナムコテクニカ
株式会社バンダイナムコテクニカ（英:  Bandai Namco Technica Inc.）は、アーケードゲーム関連のアフターサービスなどを行う日本の企業。株式会社バンダイナムコエクスペリエンスの完全子会社。

## 概要
これまでバンダイナムコエンターテインメント（旧：ナムコ、旧：バンダイナムコゲームス、旧：バンプレスト製品も含む）のアーケードゲームのアフターサービスは、長年自社のテクニカルセンターで行ってきた。バンダイナムコエンターテインメントは2017年1月11日に、自社アーケードゲーム製品のアフターサービスの他にも、他社のアーケードゲーム製品や中古アーケードゲーム筐体の販売などのアミューズメント関連の新事業を展開する新会社として、株式会社バンダイナムコテクニカを新設分割で設立することを発表した。
バンダイナムコテクニカは2017年4月3日付で、バンダイナムコエンターテインメントから、アーケードゲームのアフターサービス事業を新設分割で承継した。本社はバンダイナムコエンターテインメントテクニカルセンターが所在していた神奈川県横浜市神奈川区に置かれる。但し、バンダイが発売しているデータカードダス筐体の修理業務は、これまで通り千葉県柏市にあるバンダイパーツセンターが担当する。同年7月にはRAW THRILLS開発のアーケードゲームの取扱を開始。2018年より雄翔科技開発の水鉄砲型アーケードゲームの取り扱いを開始。2022年には水鉄砲型アーケードゲームの清掃業務をダスキンに委託し、有償による清掃サービスを開始した。

## 沿革
- 2017年4月3日 - バンダイナムコエンターテインメントテクニカルセンターを分社化する形で設立。同時にバンダイナムコエンターテインメントから、アーケードゲームのアフターサービス事業を移管。
- 2018年4月1日 - バンダイナムコグループの再編に伴い、ナムコから商号変更されたバンダイナムコアミューズメントの子会社となる[5][6]。
- 2022年6月8日 - 水鉄砲型ゲーム機の清掃をダスキンに委託し、有償による清掃サービスを開始[3][4]。
- 2025年4月1日 - バンダイナムコアミューズメントの統括業務と施設・業務用機器コンテンツの企画・販売を継承したバンダイナムコエクスペリエンスの子会社となる[7]。

## 主な取扱製品

### 自社製品
- カクテリウム
- フクロッカー
- スマイルチケット

### 他社製品
RAW THRILLS
- THE WALKING DEAD - 2017年7月発売
- ジュラシック・パーク 42インチver - 2017年7月発売（前作の『ジュラシック・パーク アーケード』はバンダイナムコエンターテインメント取扱）

UNIS
- TO THA NET - 2020年2月発売

雄翔科技
SUPERWIN、SUPER WINGまたはXIONG XIANGと表記される。
- サブマリンレスキュー - 2018年7月発売
- 水でっぽう大冒険 - 2019年発売
- ガンガン水でっぽうmini - 2023年12月発売